# Campeón de Campeones 1948-49
El Campeón de Campeones 1948-49 fue la VIII edición del Campeón de Campeones que debió enfrentar al campeón de la Liga 1948-49 y al campeón de la Copa México 1948-49 . Al ser el Club León el campeón, tanto del Campeonato de Liga como del de Copa, se le adjudicó el trofeo sin disputar el partido, siguiendo la norma existente.

## Información de los equipos
| León |  |  |  | Campeón de la Liga Mayor (1948-49)  |
| León |  |  |  | Campeón de la Copa México (1948-49) |

| Campeón de Campeones 1948-49 |
| ---------------------------- |
|                              |
| León                         |
| 2° Título                    |